# Kalich (České středohoří)
Kalich je zalesněný neovulkanický vrch (535,6 m n. m.) v Českém středohoří na severním okraji Třebušína. Na vrcholu se nachází zřícenina hradu Kalich založeného Janem Žižkou.

## Geologie a geomorfologie
Má podobu krátkého trachytového hřbetu, který byl vypreparován z křídových hornin. Strmé skalní stěny dosahují výšky až čtyřicet metrů a je možné na nich pozorovat deskovitou odlučnost horniny a projevy mrazového zvětrávání. V geomorfologickém členění se nachází v podcelku Verneřické středohoří a okrsku Litoměřické středohoří.

## Přístup
Na vrchol vede žlutě značená turistická trasa z Třebušína.